# 木村沙織
木村沙織（1986年8月19日—現今），日本埼玉縣八潮市出身，是前日本女子排球運動員，司職主攻位置。曾經效力於土超豪門瓦基弗銀行、加拉塔薩雷。前日本女排隊長。2017年正式退役。
木村因技術全面，場上任何位置皆可發揮：主攻/接應/副攻/舉球員/自由球員，因此享有“全日本萬能美少女”之稱。

## 生涯簡介
木村出生於埼玉縣八潮市，幼年時因父親工作的緣故經常往來於東京與大阪之間。
小學二年級時加入了秋川JVC俱樂部，她的排球生涯也由此開始。
其中學就讀於成德學園（現下北澤成德中學），開始認識同校的大山加奈、荒木繪里香及大山未希等好手，也在往後的日子中成為了隊友。中學入學時身高已達163cm，3年後更成長了15cm。在當時，她所屬的隊伍在全國中學生錦標賽及全國對抗大賽經常獲勝，不過她在中學二年級時第一次因打球而受傷（左手中指骨折）。
高中也升到下北澤成德就讀。在高中時期的成績也非常優異，高一時成功為成德達成春季高校排球大賽二連霸。
2003年首次加入日本女排，並參加當年在越南舉行的亞洲女排錦標賽。同年舉行的世界杯，因為鈴木洋美受傷入選日本女排代表並首次登場，因而擁有微笑的女子高中生之稱號。
2005年高中畢業後加入東麗箭，同年也獲得了V-Legaue最佳新人獎。同年開始成為日本女排的常客，2005年亞錦賽、2006年世錦賽、亞運會、2007年世界杯以及亞錦賽都以正選上場。2008年，木村所屬的東麗箭成功登上總冠軍寶座，自己也同時獲選最佳六人獎。同年的北京奧運，木村也以日本女排的正選成員身份出賽，結果名列第五。
2009年，東麗箭成功二連霸，木村也同時連莊最佳六人獎。同年也再次成為日本女排的核心成員，今後的發展令人十分期待。
2010年世錦賽(World Championships)準決賽中，日本隊狀況良好，一度以2:0領先巴西隊，無奈最後被巴西隊以3:2逆轉。
接下來和美國隊爭銅牌戰，第四局比賽木村紗織的打弔結合、荒木繪里香的發球以及湯姆的強攻被攔讓日本隊在第一次技術暫停時以8-5保持領先。石田瑞穗的發球得分以及山口舞封死拉爾森的強攻讓日本隊將領先優勢擴大到14-9，石田瑞穗攔探頭得手更是幫助本隊在第二次技術暫停時以16-10占先。後半局比賽日本士氣不減，美國隊則很難組織有效一攻，木村紗織連續反擊命中使得日本以20-12領先。美國雖憑藉湯姆的反擊和攔網頑強將比分迫近到19-23，日本還是利用木村紗織的強攻和對手的失誤以25-19獲勝將大比分追至2平。  決勝局的較量日本隊憑藉木村紗織的強攻與美國相持到3平，木村紗織的發球得分以及荒木繪裡香攔探頭成功幫助日本以5-3超出。相持階段胡克爾的扣球失誤以及石田瑞穗的強攻命中使得日本隊以8-5領先交換場地。日本隊一攻穩定牢牢佔據上風，胡克爾再次扣球失誤、木村紗織封死波恩的快攻以及拉爾森處理球失誤使得日本隊以14-8領先獲得賽點。最終，木村紗織四號位重扣得手幫助日本隊以15-8獲得最後的勝利收穫一枚寶貴的銅牌。
此役日本隊主攻木村紗織個人獨得28分，也以240分的總得分，高居世錦賽最佳得分手第二位，僅次於土耳其隊的內斯裡汗。
2011年出版影像書《Saori―木村沙織フォト&エッセイ》。
2012年的倫敦奧運會上，木村沙織不負眾望帶領日本女排擊敗亞洲勁旅韓國隊，幫助日本女排在28年後再次斬獲一面奧運銅牌。
倫敦奧運會後，日本女排當家主攻手木村沙織個人職業生涯再進一步，2012/13新賽季木村沙織將加盟土耳其Vakifbank Turk Telekom俱樂部隊，合約為期一年，木村將在倫敦奧運會後之9月底時與老東家東麗箭女排俱樂部辦理退團事宜，10月便將前往土耳其參加聯賽，而木村在10/7的移籍記者發表會中也自我期許能藉由在歐洲競爭強度大的聯賽洗禮後更加的自我成長。
2013年5月13日日本排協召開記者會，國家隊44名選手全數亮相，記者會中也公佈了新一任女排隊長，也就是人氣球星、日本隊當家主攻手－木村沙織。同年6月宣布和Vakifbank約滿後，正式轉籍到土耳其Galatasaray。
2013年8月19日，也就是木村沙織生日當天出版在土耳其生活的點點滴滴-【232Days in Turkey】影像書。　
木村沙織於里約奧運後退役，並與退役的日本男排隊員日高裕次郎結婚。

## 家族關係
- 木村有一妹妹木村美里，於2010年正式簽約加盟東麗箭，成為隊中第二個姐妹檔選手組合。

## 生涯及得獎經歷
- 生涯簡歷

多西小學（秋川JVC）→成徳學園中學→下北澤成德高等學校→東麗箭（2005年-2012年）→土耳其VakıfBank Türk Telekom（2012年-2013年）
→土耳其Galatasaray Daikin Bayan Voleybol Takımı（2013年-2014年）→東麗箭（2014年-2016年）
- 日本女排 - 2003年至2016年

12(~2012)、18(2012奧運)、3(2013~2016)
- 國際賽事
  - 奧運會 - 2004年、2008年、2012年、 2016年
  - 世錦賽 - 2006年、2010年、2014年
  - 世界杯 - 2003年、2007年、2011年、2015年
- 獲得獎項
  - 個人獎項
    - 2005年 - 第13回世界ジュニア女子（U－20）選手権大会 ベストスコアラー賞
    - 2006年 - 2005/06V-Legaue 新人王
    - 2007年 - 亞錦賽 最佳發球獎
    - 2008年 - 2007/08V-Legaue 最佳六人獎
    - 2009年 - 2008/09V-Legaue 最佳六人獎
    - 2009年 - 日韓VLeague Top Match MIP
    - 2009年 - 第58屆黑鷲旗錦標賽 黑鷲獎（MVP）、最佳六人獎
    - 2009年 - 亞錦賽 最佳發球獎
    - 2010年 - 2009/10V-Legaue 最有價值球員（MVP）、最佳六人獎、VLeague日本紀錄(最多得分)
    - 2010年 - 日韓VLeague Top Match MIP
    - 2010年 - 第59屆黑鷲旗錦標賽 黑鷲獎（MVP）、最佳六人獎
    - 2010年 - トリノ国際大会 MVP、最佳發球獎
    - 2010年 - 世界女排大獎賽 最佳得分球員
    - 2011年 - 2010/11V-Legaue 敢鬪賞（亞軍隊最有貢獻選手）、最佳六人獎
    - 2011年 - 第60屆黑鷲旗錦標賽 最佳六人獎
    - 2012年 - 2011/12V-Legaue 最佳六人獎
    - 2016年 - 第66回日本スポーツ賞 競技団体別最優秀賞[3]。

  - 俱樂部
    - 2007 Domestic Sports Festival (Volleyball) -  Champion, with Toray Arrows.
    - 2007-2008 Empress's Cup -   Champion, with Toray Arrows.
    - 2007-2008 V.Premier League -  Champion, with Toray Arrows.
    - 2008 Domestic Sports Festival -  Runner-Up, with Toray Arrows.
    - 2008-2009 V.Premier League -  Champion, with Toray Arrows.
    - 2009 Kurowashiki All Japan Volleyball Championship -  Champion, with Toray Arrows.
    - 2009-2010 V.Premier League -  Champion, with Toray Arrows.
    - 2010 Kurowashiki All Japan Volleyball Championship -  Champion, with Toray Arrows.
    - 2010-2011 Empress's Cup -   Runner-Up, with Toray Arrows.
    - 2010-2011 V.Premier League -  Runner-Up, with Toray Arrows.
    - 2011-2012 Empress's Cup -   Champion, with Toray Arrows.
    - 2011-2012 V.Premier League -  Champion, with Toray Arrows.
    - 2012-13 Turkish Cup -  Champion, with Vakıfbank Spor Kulübü
    - 2012–13 CEV Champions League -  Champion, with Vakıfbank Spor Kulübü
    - 2012-13 Turkish Women's Volleyball League -  Champion, with Vakıfbank Spor Kulübü

## 球員號碼
- 國家隊
  - 18(2004雅典奧運)
  - 12(2008北京奧運)
  - 12(~2012)
  - 18(2012倫敦奧運)
  - 3(2013擔任國家隊隊長~
- 俱樂部
  - 東麗箭
    - 17
    - 10(2011~2012)
    - 5(2014~2015)
    - 3(2015~2016)
    - 2(2016~2017)

  - Vakifbank
    - 18(2012~2013)

  - Galatasaray
    - 10(2013~2014)

## 廣告演出
- 京阪電鐵 京阪Mainer Poster系列「Fine Play宣言」（2007年）
- 土耳其航空 土耳其航空海報 (2013年)

## 節目演出
- バース・デイ　（2011年7月23日、2012年11月17日　TBS）
- 情熱大陸　（2011年11月20日、2012年5月27日　MBS制作・TBS系列）
- アスリートのチカラ〜one secret piece〜　（2012年12月23日　BSフジ）
- アスリートの魂　（2012年4月9日　NHK-BS1、総合）
- 裸のアスリート〜ROAD TO LONDON〜　（2012年5月15日　BS-TBS）
- はなまるマーケット　（2012年9月4日　TBS系列）
- 関根勤のスポパラ　（2012年9月9日、2012年9月23日　文化放送）
- アスリートの輝石　（2012年9月23日　BS日テレ）
- BS民放5局共同特別番組『STEP FORWARD 〜前進、その先へ〜』　（2012年12月29日、2013年1月5日、2013年1月14日 BS日テレ、BS朝日、BS-TBS）
- グラジオラスの轍　（2013年1月28日　フジテレビ系列）
- スポーツドキュメント 英雄たちの決断　（2013年2月5日　BS-TBS）
- 「SPORTS X」〜古田敦也が迫る！アスリートの原点〜　（2013年7月6日、2013年7月13日　BS朝日）
- VS嵐 （2011年10月27日、2012年5月10日、2013年8月22日、2014年8月14日、2015年7月9日、2016年4月28日）
- 裸のアスリートII （2013年8月31日　TBS系列）
- おしえて木村沙織選手 全日本女子バレー代表メンバーが大暴露！　 （2013年12月30日、NHK総合）
- サザエさん （2015年8月23日、フジテレビ） - 本人役[38]

## 出書
- Saori―木村沙織フォト&エッセイ　日本文化出版、2011年。　ISBN 978-4890841950
- 232 Days in Turkey （页面存档备份，存于） 日本文化出版、2013年8月19日 ISBN 978-4890842155

## 公式贊助
- Mizuno